# Namalycastis senegalensis
Namalycastis senegalensis är en ringmaskart som först beskrevs av Saint-Joseph 1901.  Namalycastis senegalensis ingår i släktet Namalycastis och familjen Nereididae. Inga underarter finns listade i Catalogue of Life.